# Kepler-256d
Kepler-256d es un planeta extrasolar que forma parte de un sistema planetario formado por al menos cuatro planetas. Orbita la estrella denominada Kepler-256. Fue descubierto en el año 2014 por la sonda Kepler por medio de tránsito astronómico.